# État de Guárico
Pour les articles homonymes, voir Guarico.
Guárico est un des 23 États du Venezuela. Sa capitale est San Juan de Los Morros. En 2011, sa population s'élève à 747 739 habitants.

## Histoire

### Arrivée des Européens
À l'arrivée des Européens au Venezuela, l'actuel territoire du Guárico est peuplé par divers groupes ethniques dont les Kali'na Tamanacos, Palenques et Cumanagotos, rivalisant avec des groupes de Guamos et d'Otomaques.
La colonisation ne démarre vraiment qu'au 17e siècle et surtout au 18e siècle. Le cacique Chiaparara organise la résistance contre la colonisation espagnole et réunit des groupes de Caraïbes et d'Otomacos, mais leur défaite en 1653 les fait refluer vers le sud du territoire et provoque leur assimilation progressive.

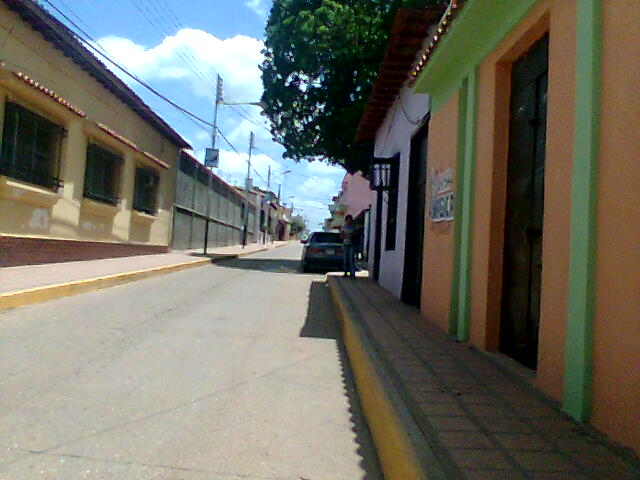
Des maisons coloniales à Zaraza, fondée en 1676.

La plupart des colons sont des missionnaires et des propriétaires d'origine basque, lesquels fondent Altagracia de Orituco, le 1er mars 1676. Miguel de Urbés, lieutenant de Joan Orpí fonde à son tour l'actuelle ville de Zaraza sous le nom de San Miguel de la Nueva Tarragona del Batey. S'ensuivent les fondations d'El Sombrero en 1720, Calabozo en 1724, Chaguaramas en 1728 sur un lieu de peuplement des Cumanagotos. Le Frère Anselmo Isidro de Ardales fonde Tucupido en 1760 avec des groupes de Cumanagotos et de Palenques. La capitale actuelle de l'État, San Juan de Los Morros n'est fondée que bien plus tard, vers 1780.
L'explorateur et naturaliste allemand Alexander von Humboldt et son confrère français Aimé Bonpland, traversent la région en mars 1800 lors de l'expédition sur l'Orénoque et ses affluents.
Sous la domination espagnole, le territoire actuel dépend de la province de Caracas et de la capitainerie générale du Venezuela.

### Le19esiècle
La guerre d'indépendance du Venezuela touche le Guárico et plusieurs batailles ont lieu. Le chef militaire José Tomás Boves bat Vicente Campo Elías le 3 février 1814 à La Puerta près de San Juan de Los Morros. Un mois plus tard, les troupes espagnoles cette fois sous les ordres de Boves écrasent les troupes de Simón Bolívar et de Santiago Mariño sur le même champ de bataille.
Le 2 août 1816 a lieu la bataille de Quebrada Honda, à proximité d'El Socorro. Les royalistes, fidèle à la couronne espagnole, sont vaincus par les troupes républicaines aux ordres de l'Écossais Gregor MacGregor. Le 12 février 1818, José Antonio Páez vainc les forces royalistes du maréchal Pablo Morillo, mais celles-ci l'emportent à la troisième bataille de La Puerta contre Simón Bolívar.
Lors de la guerre fédérale qui émaille le 19e siècle, de nombreuses batailles ont lieu sur le territoire du Guárico. Dès 1842, le pays plonge dans une grave crise et en 1846 ont lieu d'importants soulèvements dans le Guárico. Les paysans et les pauvres se plaignent de l'injustice sociale et dénoncent l'oligarchie d'une élite qui accapare le pouvoir. Ces soulèvement se prolongent jusqu'en mai 1847.
En 1848, la province de Caracas est divisée en trois, et la province de Guárico est créée. En 1856, la province compte parmi les vingt-et-une provinces du Venezuela jusqu'en 1864, quand il se déclare État indépendant, et partie intégrante des nouveaux États-Unis-du-Venezuela.
Le 17 février 1860 a lieu la bataille de Coplé, à proximité de Calabozo entre les troupes fédérales et celles du gouvernement central. Si l'issue de la bataille est incertain, la poursuite de la entraîne la signature d'un accord de paix le 23 mars 1893 entre les fédéralistes et le gouvernement du caudillo Antonio Guzmán Blanco.

L'État de Miranda de 1889 à 1898.

En 1879, il compose le Grand État de Miranda (Gran Estado Miranda en espagnol), avec les États de Miranda alors nommé État de Bolívar sans lien avec l'actuel État de Bolívar plus au sud, l'État d'Aragua alors État de Guzmán Blanco, l'Apure et le Nueva Esparta. En 1889, ce grand État est renommé « État de Miranda ».
Dès 1898, le Guárico reprend son autonomie, ratifiée par décret présidentiel l'année suivante. Les limites avec l'État voisin d'Aragua sont définitivement fixée en 1933.

### Le20esiècle
En 1946 commence l'exploitation des gisements pétroliers de l'État, les champs d'El Carrizal et d'El Sombrero attirent de nombreux travailleurs. En 1957 débutent les travaux de création du réservoir de Guárico. Avec ses 230 kilomètres carrés, il compte parmi les plus importants réservoirs d'irrigation du pays et a contribué au développement de l'agriculture dans la région.

## Démographie, société et religions

### Démographie
Selon l'Institut national de la statistique (Instituto Nacional de Estadística en espagnol), la population a augmenté de 19.24 % entre 2001 et 2011 et s'élève à 747 739 habitants lors de ce dernier recensement :
| 2001    | 2011    |
| ------- | ------- |
| 627 086 | 747 739 |

## Administration et politique

### Subdivisions
L'État est divisé en 15 municipalités totalisant 39 paroisses civiles :
| Municipalité                   | Localisation | Chef-lieu              | Nombre de paroisses civiles | Paroisses civiles | Population (2001) | Population (2011) |
| ------------------------------ | ------------ | ---------------------- | --------------------------- | --- | ----------------- | ----------------- |
| Camaguán                       |              | Camaguán               | 3                           | Camaguán (Camaguán) Puerto Miranda (Puerto Miranda) Uverito (Uverito) | 18 041            | 24 391            |
| Chaguaramas                    |              | Chaguaramas            | 1                           | Chaguaramas (Chaguaramas) | 10 521            | 12 966            |
| El Socorro                     |              | El Socorro             | 1                           | El Socorro (El Socorro) | 14 049            | 17 097            |
| José Félix Ribas               |              | Tucupido               | 2                           | San Rafael de Laya (San Rafael de Laya) Tucupido (Tucupido) | 35 448            | 38 408            |
| José Tadeo Monagas             |              | Altagracia de Orituco  | 7                           | Altagracia de Orituco (Altagracia de Orituco) Libertad de Orituco (Libertad de Orituco) Paso Real de Macaira (Paso Real de Macaira) Lezama (Lezama) San Francisco de Macaira (San Francisco de Macaira) San Rafael de Orituco (San Rafael de Orituco) Soublette (Sabana Grande de Orituco) | 65 729            | 74 559            |
| Juan Germán Roscio             |              | San Juan de Los Morros | 3                           | Cantagallo (Cantagallo) Parapara (Parapara) San Juan de Los Morros (San Juan de Los Morros) | 103 796           | 126 178           |
| Julián Mellado                 |              | El Sombrero            | 2                           | El Sombrero (El Sombrero) Sosa (Sosa) | 23 649            | 27 664            |
| Las Mercedes                   |              | Las Mercedes           | 3                           | Cabruta (Cabruta) Las Mercedes (Las Mercedes) Santa Rita de Manapire (Santa Rita) | 23 734            | 33 025            |
| Leonardo Infante               |              | Valle de la Pascua     | 2                           | Espino (Espino) Valle de la Pascua (Valle de la Pascua) | 101 952           | 120 889           |
| Ortiz                          |              | Ortiz                  | 4                           | Ortiz (Ortiz) San Francisco de Tiznados (San Francisco de Tiznados) San José de Tiznados (San José de Tiznados) San Lorenzo de Tiznados (La Unión de Canuto) | 18 377            | 23 755            |
| Pedro Zaraza                   |              | Zaraza                 | 2                           | San José de Unare (San José de Unare) Zaraza (Zaraza) | 54 168            | 62 027            |
| San Gerónimo de Guayabal       |              | Guayabal               | 2                           | Cazorla (Cazorla) Guayabal (Guayabal) | 17 753            | 20 206            |
| San José de Guaribe            |              | San José de Guaribe    | 1                           | San José de Guaribe (San José de Guaribe) | 9 998             | 11 426            |
| Santa María de Ipire           |              | Santa María de Ipire   | 2                           | Altamira (Altamira) Santa María de Ipire (Santa María de Ipire) | 11 402            | 13 161            |
| Sebastián Francisco de Miranda |              | Calabozo               | 4                           | Calabozo (Calabozo) El Calvario (El Calvario) El Rastro (El Rastro) Guardatinajas (Guardatinajas) | 118 559           | 141 987           |
| Total                          |              |                        | 39                          | | 627 086           | 747 739           |

### Organisation des pouvoirs
Le pouvoir exécutif est l'apanage du gouverneur. L'actuel gouverneur est José Vásquez, depuis le 18 octobre 2017.
| Photo | Scrutin | Période                               | Nom du gouverneur      | Parti politique | Résultat électoral | Notes                                                             |
| ----- | ------- | ------------------------------------- | ---------------------- | --------------- | ------------------ | ----------------------------------------------------------------- |
|       | 1989    | 21 février 1990 - 9 janvier 1993      | Modesto Freites        | AD              | 52.24 %            | Premier gouverneur élu aux élections directes                     |
|       | 1992    | 1993-1995                             | José Malavé Rizzo      | Copei           | 45.25 %            |                                                                   |
|       | 1995    | 1995-1998                             | Rafael Silveira        | AD              | 46.69 %            |                                                                   |
|       | 1998    | 23 janvier 1999 - 2000                | Eduardo Manuitt        | MVR + PPT       | 48.01 %            |                                                                   |
|       | 2000    | 2000-2004                             | Eduardo Manuitt        | PPT             | 48.10 %            |                                                                   |
|       | 2004    | 2004 - 23 novembre 2008               | Eduardo Manuitt        | PPT             | 78.46 %            |                                                                   |
|       | 2008    | 2008 - 10 septembre 2010              | Willian Lara           | PSUV            | 52.54 %            | Mort en exercice                                                  |
|       | -       | 2010                                  | Arturo Suárez          | PSUV            | -                  | Intérim par désignation après la mort en exercice de Willian Lara |
|       | 2010    | 2010-2012                             | Luis Enrique Gallardo  | PSUV            | 77.08 %            |                                                                   |
|       | 2012    | 16 décembre 2012 - 15 octobre 2017    | Ramón Rodríguez Chacín | PSUV            | 74.70 %            |                                                                   |
|       | 2017    | 18 octobre 2017 - 21 novembre 2021    | José Vásquez           | PSUV            | 61.77 %            |                                                                   |
|       | 2021    | Depuis le 22 novembre 2021 (en cours) | José Vásquez           | PSUV            | 47.07 %            | Réélu                                                             |

## Sources
- (es) Cet article est partiellement ou en totalité issu de l’article de Wikipédia en espagnol intitulé « Estado Guárico » (voir la liste des auteurs).

- (es) Cet article est partiellement ou en totalité issu de l’article de Wikipédia en espagnol intitulé « Anexo:Gobernador de Guárico » (voir la liste des auteurs).